# مارك فان دن بوخارت
مارك فان دن بوخارت (بالهولندية: Mark van den Boogaart)‏ (3 سبتمبر 1985 بروتردام في هولندا - ) هو لاعب كرة قدم هولندي في مركز الدفاع. لعب مع إشبيلية أتلتيكو وإن إي سي نيميخن وريال مورسيا وفاينورد ونادي دوردريخت وBVV Barendrecht ‏ وRijnsburgse Boys ‏ وAmsterdamsche FC ‏.

## روابط خارجية
- مارك فان دن بوخارت على موقع قاعدة بيانات كرة القدم.إي يو (الإنجليزية)
- مارك فان دن بوخارت على موقع Soccerway.com (الإنجليزية)